# Kurt Körner
Kurt Körner (* 13. Mai 1912 in Klingenthal; † zwischen 1940 und 1945) war ein deutscher Skispringer.

## Werdegang
Körner machte 1930 bei einem internationalen Wintersportfest in Oberwiesenthal mit dem Sieg in der Jugendklasse erstmals auf sich aufmerksam.
Ein Jahr später erreichte er den fünften Rang bei der zweiten Arbeiterolympiade in Mürzzuschlag. Im Sommer 1932 schloss sich Körner dem SV Klingenthal an. 1934 gewann Körner in seiner Heimat Klingenthal das Pokalspringen auf der Vogtlandschanze. Im gleichen Jahr sicherte er sich den Sieg bei den Schlesischen Meisterschaften in Krummhübel (Karpacz).
Bei den Olympischen Winterspielen 1936 in Garmisch-Partenkirchen erreichte Körner mit Sprüngen auf 66 und 65,5 Metern als bester Deutscher Springer den 12. Platz auf der Großen Olympiaschanze. Dabei war er im ersten Durchgang gestürzt und hatte damit alle Chancen auf vordere Plätze verloren. Im Nachhinein wurde sein erster Sprung jedoch auf 70 Meter geändert, nachdem man eine Benachteiligung Körners nach einem verbalen Angriff annahm. Ein Jahr später sprang er bei der Nordischen Skiweltmeisterschaft 1937 in Chamonix-Mont-Blanc auf den 15. Platz. Im Anschluss daran galt seine internationale Karriere als beendete, jedoch gelang Körner beim Neujahrsspringen 1938 in Oberstdorf ein gutes Ergebnis, mit dem er sich die Einladung für die Internationale Sportwoche in Garmisch-Partenkirchen sicherte, die er als Sechster beendete.
Im Jahr 1939 siegte er bei den 20. Reinhold-Glaß-Erinnerungsläufen in Klingenthal, nachdem er diesen Wettbewerb bereits 1937 gewinnen konnte. Im Winter 1940 gewann er die Vogtlandmeisterschaft in Mühlleithen und später die Sachsenmeisterschaft in Oberwiesenthal. Es sind die letzten bekannten Ergebnisse Körners.
Körner, der verheiratet war und einen Sohn und eine Tochter hatte, starb anschließend zwischen 1940 und 1945 im Rahmen seines Einsatzes im Zweiten Weltkrieg. Offiziell wurde er 1945 als „vermisst“ erklärt. 15 Jahre später wurde am 18. Januar 1959 in Klingenthal durch den Bürgermeister Baumgart und den DSLV-Vizepräsidenten Lothar Köhler die Kurt-Körner-Schanze eingeweiht, welche Sprünge bis 27 Meter zuließ. Sie bestand aber nur knapp 10 Jahre und verfiel nach dem Bau der Kleinen Aschbergschanze als neues Trainingszentrum.